# Rolesville, North Carolina
Rolesville, North Carolina (енгл. Rolesville) град је у америчкој савезној држави Северна Каролина.

## Демографија
По попису из 2010. године број становника је 3.786, што је 2.879 (317,4%) становника више него 2000. године.
| Група             | 2000.       | 2010.         |
| Белци             | 752 (82,9%) | 2.671 (70,5%) |
| Афроамериканци    | 77 (8,5%)   | 673 (17,8%)   |
| Азијати           | 4 (0,4%)    | 119 (3,1%)    |
| Хиспаноамериканци | 63 (6,9%)   | 233 (6,2%)    |
| Укупно            | 907         | 3.786         |